# Левенгаупт, Карл (дипломат)
Карл Левенгаупт (швед.  Carl Lewenhaupt ; 19 марта 1835, Кристианстад — 10 декабря 1906, Хельсингборг, лен Сконе, Швеция) — шведский граф, политический и государственный деятель, дипломат, министр иностранных дел Швеции (1889—1895).

## Биография
Получил образование в университете Лунда в 1851 году. С 1855 года — на дипломатической работе. В 1856 году стал камер-юнкером, работал клерком в Министерстве гражданских дел (1856), затем, секретарём суда (1857). С 1858 года служил атташе в Париже.
С 1859 года занимал должность исполняющего обязанности второго секретаря министра иностранных дел, с 1861 года — второй секретарь МИДа. Секретарь дипломатической миссии Швеции в Санкт-Петербурге (1863), пожалован камергером. В 1866 году был назначен начальником политического отдела министерства иностранных дел Швеции, в 1870 г. — возглавил коммерческий и консульский отдел МИДа. В 1873 году был назначен Государственным секретарём по иностранным делам Швеции.
В 1876—1884 годах работал в должности посланника и исполняющего обязанности генерального консула в Вашингтоне, округ Колумбия, правительства Испании и США избрали его в качестве арбитра в споре, возникшем между ними из-за конфликта на Кубе. В 1884 году был переведен посланником Швеции в Париж.
С 12 октября 1889 года занимал кресло министра иностранных дел Швеции. После ухода в отставку в конце 1895 года был назначен шведским посланником и полномочным министром в Лондоне, где служил до октября 1902 года.

## Награды
- Рыцарь Ордена Серафимов (1891)
- Кавалер Большого креста ордена Полярной звезды (1883)
- Кавалер Большого креста ордена Святого Олафа (1890)
- Большой крест ордена Красного Орла
- Большой крест ордена Спасителя (1895)
- Кавалер 1 степени ордена Красного Орла (1890)
- Кавалер 1 степени ордена Святого Станислава (1875)
- Кавалер 2 степени ордена Святого Станислава (1866)
- Первая степень ордена Османие (1892)
- Кавалер ордена Полярной звезды (1866).
- Великий офицер ордена Почётного легиона (1889)
- Кавалер I степени ордена Полярной звезды (1876)
- Кавалер ордена Святого Олафа (1881)
- Кавалер ордена Леопольда (1872)
- Командор ордена Даннеброга (1869.)